# أنور عبد القادر
أنور عبدال قادر (11 يناير 1953 - ) هو لاعب كرة قدم سوري في مركز الوسط، شارك في الألعاب الأولمبية الصيفية 1980.

## وصلات خارجية
- أنور عبد القادر على موقع كووورة
- أنور عبد القادر على موقع أوليمبيديا (الإنجليزية)